# Sadłowo (województwo kujawsko-pomorskie)
Sadłowo – wieś w Polsce położona w województwie kujawsko-pomorskim, w powiecie rypińskim, w gminie Rypin.

## Podział administracyjny
Do 1954 roku miejscowość była siedzibą gminy Sadłowo. W latach 1975–1998 miejscowość położona była w województwie włocławskim.

## Demografia
Według Narodowego Spisu Powszechnego (III 2011 r.) liczyła 472 mieszkańców. Jest trzecią co do wielkości miejscowością gminy Rypin.

## Historia

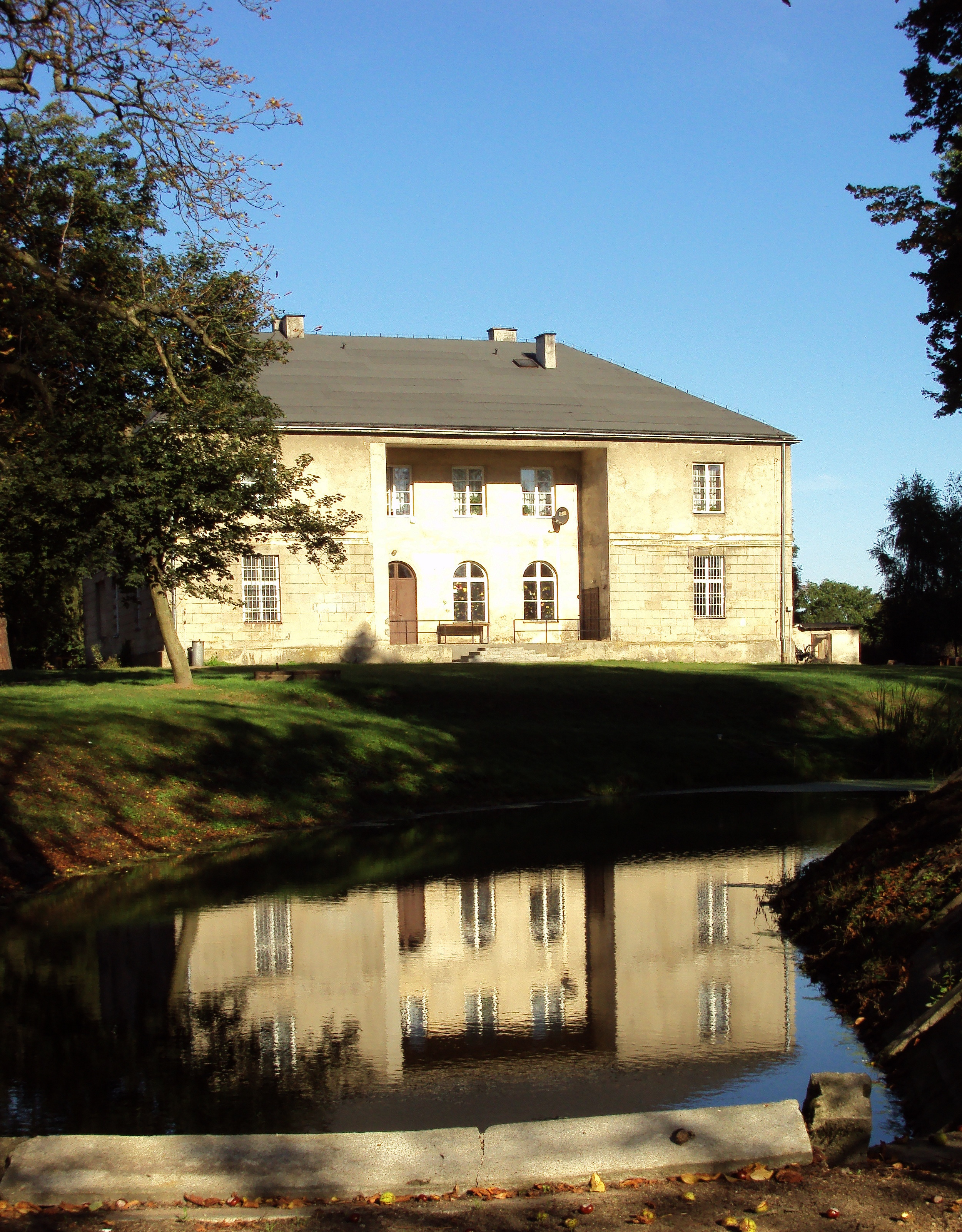
Pałac w Sadłowie

Według pierwszej wzmianki z 1313 r. wieś należała do dóbr biskupów płockich. Była dzierżawiona przez Piotra Świnkę, który w 1323 r. zginął w obronie ziemi dobrzyńskiej, podczas najazdu litewskiego. Potomkowie Piotra około 1367 r. zbudowali zamek rycerski, który doszczętnie zniszczyli Krzyżacy w 1431 r. W XVI w. właścicielami Sadłowa są Swaroccy herbu Rogala, a w XVII i XVIII w. Romoccy pieczętujący się herbami Ślepowron i Prawdzic.
W połowie XVIII w. właścicielem dóbr sadłowskich został Olbracht Pląskowski (zm. 1776) herbu Oksza. W latach 1752–1756 ufundował tutejszy Kościół, zaś jego konsekracji dokonał jego brat, biskup Fabian Franciszek Pląskowski. W 1775 roku biskup Pląskowski ufundował także dzwon kościelny. Po śmierci Olbrachta Pląskowskiego w 1776 roku, poprzez ślub jego córki Anny Pląskowskiej ze Stefanem Romockim, dobra ponownie przechodzą w ręce Romockich. Majątek obejmował w tym czasie: Kotowy, Linne, Sadłowo oraz Stawiska. W 1872 r. Kazimierz Romocki sprzedał posiadłość Tadeuszowi Rościszewskiemu, który przekazał ją synowi, Józefowi. W 1908 r. drogą sukcesji dobra przeszły w ręce Jana i Janiny Kretkowskich. Jan Kretkowski wraz z synem Bronisławem i córką Zofią zostali zamordowani w 1939 r. przez Niemców.

## Zabytki
- kościół św. Jana Chrzciciela z 1752 r. zbudowany z fundacji Olbrachta Pląskowskiego starosty lidzbarskiego, projektowany przez J. Limockiego, z pochodzenia Czecha. Barokowy, murowany z cegły. Ołtarz główny z bramami po bokach, na których rzeźby świętych Piotra i Pawła, w zwieńczeniu rzeźby dwóch aniołków oraz putta i owalny obraz świętego Kazimierza Królewicza. W zakrystii sklepienie kolebkowo-krzyżowe, w lożach kolatorskich pozorne sklepienie zwierciadlane. Wewnętrzne polichromie wykonane przez artystę malarza Bogusława Marshala w 1958 roku. Na kościele znajduje się epitafium poświęcone poległym w wojnie 1920 r. W otoczeniu kościoła mur wzniesiony w XIX wieku, w jego obrębie dzwonnica murowana 1895 r. Na cmentarzu płyta nagrobna Izydora Czapskiego.
- drewniany wiatrak-koźlak (obecnie nieistniejący).
- starożytne cmentarzysko koło obecnego cmentarza (wykopaliska archeologiczne prowadzone przez Uniwersytet Łódzki).

## Zamek w Sadłowie
Ruiny zamku rycerskiego zbudowanego w latach 1386–1400 z inicjatywy kasztelana Piotra Świnki. Głównym elementem zamku był budynek wieżowy z cegły, na rzucie prostokąta o wymiarach 25,8 × 13,8 m i znacznej grubości murów wskazujących na jego kilkukondygnacyjny charakter. Przylegała do niego kaplica, przez którą prowadziło przejście do domu południowego. Do niego z kolei przylegała wieża bramna, do której wiódł drewniany most na palach. Założenie zwracało uwagę swoją rozległością (1600 m²), dwukrotnie przekraczającą ówczesne typowe zamki prywatne. Warownia położona w niedogodnym, podmokłym terenie straciła swoje walory rezydencjonalne w XVII wieku i została opuszczona. Rozbierano ją sukcesywnie przez następne lata, zaś ostatecznie obiekt został zniszczony w latach 50. XX wieku, gdy fragmenty średniowiecznych murów zburzono chcąc uzyskać materiał pod budowę drogi.

## Pałac w Sadłowie
W samym centrum miejscowości mieści się zabytkowy pałac, wcześniej własność kolejnych dziedziców, obecnie w administracji Gminy Rypin. W latach 2017–2018, przy wsparciu środków unijnych i gminnych, został gruntownie odnowiony, wymieniono dach, wykonano izolację ścian i murów, wymieniono instalacje a na zewnątrz położono nową elewację wraz z wymienionymi wszystkimi oknami. Prace prowadzone były pod nadzorem konserwatora zabytków. Pałac obecnie jest jednym z najbardziej atrakcyjnych zabytków architektury w powiecie rypińskim. W jego wnętrzach mieszczą się pracownie malarskie i rzeźbiarskie, sala wystaw i inne ekspozycje. Planowane jest utworzenie pokoi hotelowych na potrzeby plenerów artystycznych i zakwaterowania gości przybywających do Sadłowa na zaproszenie władz gminy i regionu. W pałacu mieści się Ośrodek Pracy Twórczej z pracowniami artystycznymi oraz salami wystawowymi. Organizowane są zajęcia artystyczne dla dzieci oraz rokrocznie plener dla twórców. Ponadto w pałacu ma swoją siedzibę filia Fundacji Na Rzecz Rozwoju Społeczeństwa Obywatelskiego Jaskółka proponująca m.in. zajęcia integracyjno–terapeutyczne dla niepełnosprawnych i pełnosprawnych dzieci. Przy fundacji działa również spora grupa wolontariuszy. Częściowo zrewitalizowany został park wokół pałacu, stanowiąc piękne miejsce do spacerów i odpoczynku.

## Współczesność
We wsi znajduje się m.in.: Jezioro Sadłowskie, szkoła podstawowa z boiskami sportowymi, boisko piłkarskie i kort tenisowy przy pałacu, 4 sklepy, ośrodek zdrowia, remiza strażacka, liczne zakłady usługowe i produkcyjne oraz biblioteka publiczna i punkt pocztowy. Z końcem roku 2013 zamknięto ostatni kiosk RUCH znajdujący się na terenach wiejskich w powiecie rypińskim. W bezpośrednim sąsiedztwie wsi istnieją m.in.: ośrodek łowiecki nad jeziorem z hodowlą bażantów, las, tereny spacerowe i liczne drogi do turystyki rowerowej. Okolice jeziora zapewniają doskonałe warunki na długie spacery i wycieczki rowerowe. 